# 신경언어 프로그래밍

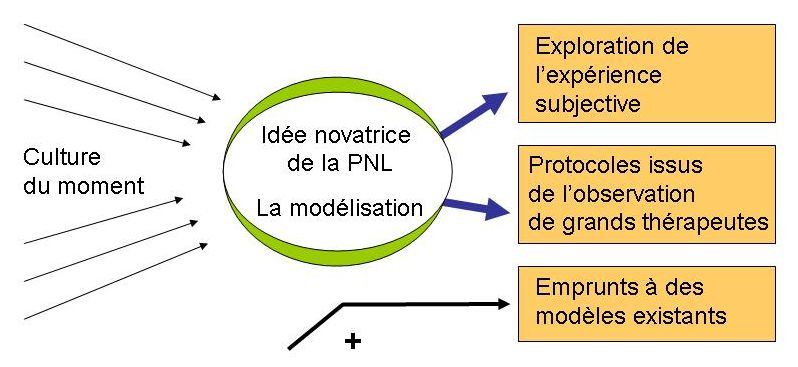

신경-언어 프로그래밍(Neuro-Linguistic Programming, NLP)은 존 그린더(John Grinder)와 리처드 밴들러(Lichard Bandler)가 저술한 "The Structure of Magic I"에서 처음 등장한 의사소통, 자기계발 및 심리치료에 대한 유사과학 접근법이다. NLP에서는 신경학적 과정과 언어, 습득된 행동 패턴 사이에 관련이 있으며, 이러한 관계를 변화시켜 특정 목표를 성취할 수 있다고 주장한다. 밴들러와 그린더에 따르면, NLP는 공포증, 우울증, 틱 장애, 신체형 통증 장애, 근시, 알레르기, 감기, 학습 장애 등을 다룰 수 있으며, 종종 단 한 번의 세션으로도 효과를 볼 수 있다고 한다. 또한, 그들은 NLP를 통해 특출난 사람들의 기술을 모델링하여 누구나 이를 습득할 수 있다고 주장한다.
NLP는 일부 최면치료사들뿐만 아니라 회사나 정부 기관을 위한 리더십 트레이닝 세미나를 운영하는 회사들에 의해 채택되었다.
NLP 지지자들이 주장하는 내용에는 과학적 증거가 없기 때문에, NLP는 유사과학으로 간주된다. 과학적 검토 결과, NLP는 현재의 신경학적 이론과 모순되며, 뇌의 작동 방식에 대한 구식 은유에 기반을 두고 있어 수많은 오류를 포함하고 있다는 것이 밝혀졌다. 또한, NLP를 지지하는 연구들은 중대한 방법론적 오류를 포함하고 있으며, 더 고품질의 연구 결과는 Bandler, Grinder 및 다른 NLP 전문가들의 주장을 재현하는 데 실패했다는 사실도 발견되었다.
NLP의 공동창시자 리처드 밴들러가 한 마디로 정의한 표현은 "NLP는 두뇌를 사용하는 방법을 가르치는 방법이다." 이 표현이 다소 모호한 측면이 있는 것은 NLP가 이론이라기보다 행동과 말하기 방법을 담고 있는 유용성을 중시하는 특성 때문이다. NLP의 의미를 쉽게 표현하면 "목표 성취를 위한 커뮤니케이션 기법"으로 요약할 수 있다. 인간의 바람과 목표를 성취하기 위한 방법을 생각하는데, 체계적으로 말을 사용하여(대화를 하는 과정에서) 생각을 진행하는 절차를 담은 기법이 NLP에는 여러 가지 포함되어 있다. 여러 가지라고 표현된 그 기법은 잘 알려진 것으로만 200여 개가 넘는다. 또한 NLP의 각 기법들은 NLP 교육을 이수한 NLP 전문가들에 의해서 지금도 다양하게 개발되고 있는데, IT의 오픈소스(Open Source) 정책과 동일한 입장의 사상을 담은 NLP의 특성이 전 세계적인 NLP의 확산에 매우 효과적으로 작용하였다. NLP의 방대한 내용은 NLP 2세대 로버트 딜츠(Robert Dilts)에 의해 NLP 백과사전(NLP Encyclopedia of Systemic Neuro-Linguistic Programming and NLP New Coding)으로까지 편찬되었으며, 기법이 추가되고 발전되는 만큼 NLP 백과사전의 수록 내용도 역시 현재 추가되고 있다.
NLP의 주요 기법들의 명칭을 보면 다음과 같으며 각각의 기법은 30분~1시간 이내에 기법 적용을 마치는 것이 요구된다. 영어가 원문인 각 기법의 명칭은 한국의 NLP 트레이너에 따라서 조금씩 달리 번역하여 사용되고 있다.
예를 들면 NLP가 보유한 다양한 기법의 일부(프랙티셔너 과정)이지만, 다음과 같은 주요 기법들이 있다.
- 8 Frame Outcome(8단계 목표 설정)
- Visual Swish(시각 순간 변화)
- Anchoring(자극 심기)
- Excellent Circle(탁월성의 원)
- 6 Step Reframing(6단계 의미 전환)
- Message from Resource(내적 자원으로부터의 메시지)
- Mentor(멘토와의 대화)
- Integration(긍정과 부정의 통합)
- Neurological Levels Alignment(의식 차원 통합)
- Time Line(시간선)

1970년대 미국의 리처드 밴들러와 존 그린더에 의해 공동 개발되었다. 그 내용의 뿌리는 당시 심리 상담의 대가인 프레데릭 펄즈(Friedrich Perls)의 게슈탈트요법(Gestalt Therapy)과 버지니아 사티어(Virginia Satir)의 가족치료(Family Therapy), 밀턴 에릭슨(Milton H. Erickson)의 에릭슨 최면(Erickson Hypnosis Method)에 두고 있으며, 이론적 토대를 그레고리 베이트슨(Gregory Bateson)의 더블 바인드 이론(Double Bind Situation, 1956) 등과 사이버네틱스 이론(Cybernetics)에서 완성하였다.
이에 따라 초기의 NLP는 게슈탈트 테라피와 가족 테라피의 질문 방식을 분석하여 메타 모델(Meta Model)이라 불렀으며 향후 더해진 에릭슨 최면 영역은 이와 구분하여 밀튼 모델(Milton Model)이라 불렀다. 베이슨의 이론이 더해지면서 최종 NLP라는 이름을 갖게 되었다. 현재의 NLP도 메타 모델과 밀튼 모델이라는 영역으로 내용이 구분되어 있으며 뿌리가 된 이론 토대에서 여러 가지 용어와 기법을 개발하여 사용하고 있다.
NLP를 배우는 방법은 NLP 전문가인 공인 NLP 트레이너가 진행하는 NLP 교육 과정에 참가하는 것이 가장 효과적이다.
세계적으로 NLP 교육과정은 4개의 단체가 진행하고 있다. 리처드 밴들러가 주축이 되어 발전한 The society of NLP, 테드 제임스가 발전시킨 American Board for Hypnotherapy and NLP, 로버트 딜츠가 중심이 된 NLP University, 스티브 존스가 발전시킨 AUNLP가 있다. 우리나라에서는 NLP University가 가장 보급이 많이 되어 있으며, (사)한국상담학회 산하에 NLP상담학회가 주축이 되어 발전하고 있다.
NLP University의 교육과정은 NLP 프랙티셔너 코스(NLP Practitioner Course)와 NLP 마스터 프랙티셔너 코스(NLP Master Practitioner Course)를 단계적으로 밟아가도록 하고 있으며, 이들 두 가지 코스로 NLP의 내용은 완성되며 이들 코스를 이수하면 공인자격(Certification)이 발급된다. 그 다음 단계에는 NLP 트레이너 자격(NLP Trainer Certification)이 있다. NLP 트레이너가 되면 NLP 프랙티셔너와 NLP 마스터 프랙티셔너 자격과정을 운영할 수 있다. 가장 높은 단계로는 2010년부터 개설된 NLP 마스터 트레이너(NLP Master Trainer)자격이 있다. NLP 마스터 트레이너에겐 NLP 트레이너 공인자격을 발급하는 코스를 운영할 수 있는 권한이 주어진다. 이상의 4가지 코스가 NLP 관련 자격교육과정이다.
그리고 유관 분야의 교육이 존재한다. 우선 NLP를 코칭에 활용하는 NLP코칭 코스가 NLP 트레이너에 의해 진행되고 있다. NLP는 바로 코칭 그 자체이기도 하다. 그러므로 “NLP를 배우면 코칭을 다 배울 수 있지만, 코칭을 배우면 NLP를 다 배울 수 없다“는 말이 있다.
이론적인 토대가 된 게슈탈트요법(Gestalt Therapy)이나 가족치료요법(새티어요법)이 이론과 실습으로 학습할 수 있는 분야이며, 에릭슨 최면기법(공인자격 코스)은 에릭슨재단(Erickson Foundation)에 의해 운영되는 과정이 권위가 있다.
전경숙 박사는 미국 임상심리전문가로서 케이턴스빌대학 교수로 재직 중이었는데, 1980년대 NLP의 초기 확산이 활발했던 시기에  NLP를 접한 이래, NLP임상 훈련을 쌓으며 NLP전문가로서 활동하였다. 이후 1990년 한국 숭실대에 교환교수로 귀국하여 한국상담심리학회(당시 한국상담 및 심리치료학회)에 처음으로 NLP를 한국에 소개하였다. 한국에 영구 귀국한 후에는 상담심리 분야 외에도 다양한 분야에서 활동하는 사람들을 대상으로 NLP프랙티셔너, 마스터 프랙티셔너 자격교육을 실시하였고 2004년부터는 NLP University와 연결하여 국내의 트레이너를 100여명 이상 배출하였다. (사)한국상담학회 분과학회인 한국NLP상담학회는 그 제자들을 중심으로 2003년 9월, 전경숙 박사를 초대회장으로 선출하며 창립되었는데, 주로 상담심리 전공자들을 대상으로 NLP상담 수련을 제공하고 있으며 NLP 학술 연구 및 NLP상담학의 전문화를 위해 활발하게 활동하고 있다. 국내에 많은 NLP단체들이 있으나 가장 신뢰할 수 있는 곳은 (사)한국상담학회 NLP상담학회이다.
그 외에 American Board for Hypnotherapy and NLP계열의 주요 NLP 트레이너는 설기문(설기문 마음연구소), 정진우 목사(아시아코치센터) 등이 있다.

## 출판 도서
NLP에 대한 많은 책이 출간되어 있다.
- NLP, 그 마법의 구조 1(시그마 프레스) 박의순, 김미숙,이찬종, 허조은 공역
- NLP, 그 마법의 구조 2(시그마 프레스) 박의순, 김미숙,이찬종, 허조은 공역
- NLP 입문(학지사) 설기문역
- NLP 기본의 원리(학지사) 전경숙 저
- NLP University 홈페이지: www.nlpu.com